# Nádasdyové
Nadásdyové z Fogárase (vysl. Nádaždyové z Fogaráše) nebo též Nádasdyové z Nádasdu a Fogarasföldu (maďarsky nádasdi és fogarasföldi Nádasdy család) je uherský a později rakouský šlechtický rod, jehož kořeny sahají hluboko do středověku. V době panování krále Bély III. ve 13. století se stali magnáty a v průběhu 16. století získali hraběcí titul.

## Historie rodu
Původ jednoho z nejstarších uherských rodů je nejasný, na základě zkoumání historika jezuity Georga Praye se však předpokládá, že rod pocházel z Anglie. Také historik Andreas Lehotzky ve svém „Stemmatographia nobilium familiarium regni Hungariae“ uvádí, že prapředek rodu Ospetinus, přišel do Chorvatska z Británie se synem anglického krále Eduarda I. (901-942). Kvůli nesprávnému pochopení těchto údajů pak vedly další badatele k závěru, že rod pocházela od syna krále Eduarda I., který se usadil v Uheru. Podle Praye byl jeden z Nádasdyů (Nádasd) kolem roku 1177 biskupem v Agramu a další zastával kolem roku 1200 úřad chorvatského bána. Mezi dalšími bány chorvatska z tohoto rodu byli také Tomáš Nádasdy v letech 1537-1542 a František Leopold z Nádasdy v letech 1756-1783.
Tomáš II. (1498 – 2. června 1562), syn Františka I., byl palatinem uherské koruny. Jeho syn František II. (1555 – 4. ledna 1604) byl uherský generál. Ten se dne 8. května 1575 oženil s legendární „Krvavou hraběnkou“ Alžbětou Báthoryovou z Ecsedu (1560–1614). Manželé měli pět dětí - dva syny a tři dcery. Závěť hraběnky stanovila rozdělení jejího majetku mezi její děti a jmenování syna Pavla dědicem, čímž majetek Báthoryů z Ecsedu připadl rodu Nádasdyů.
Pavel hrabě Nádasdy z Fogárase (1598-1633) byl spolu se svým bratrem Ondřejem v roce 1625 povýšen do uherského hraběcího stavu císařem Ferdinandem II. Jeho první manželkou byla Judita Forgáchová, jeho druhou ženou byla Judita hraběnka Revayová z Revy.
Hraběcí dům Nádasdy-Fogáras později pokračoval ve dvou liniích. První z nich tvořili potomci hraběte Michala II. (1746 - 1826), který se 7. ledna 1769 oženil s Marií Terezií hraběnkou z Colloredo-Waldsee, (1751-1831). Z tohoto manželství vzešli kromě dvou dcer tři synové: hrabě Leopold II. (3. října 1772 - 14. září 1836), dědic Fogárase, nejvyšší komorník Uherského království, c.k. komoří a tajný rada a župan Komárenské župy. Dne 9. září 1799 se oženil s Terezií hraběnkou Pálffyovou (1768-1829), Michal III. a František Xaver (1778-1857), c.k. komorník a tajný rada, ženatý od 11. října 1807 s Julianou hraběnkou ze Schmiedeggu (1789-1845).
Michal III. z Nádasdy (* 6. září 1775 – 18 března 1854) byl c.k. komorník a tajný rada, nejvyšší komorník Uherského království, poté ministr státu a konference Habsburské monarchie. 10. června 1800 se oženil s Antonií hraběnkou Zichyovou z Vaszonykeö (* 1776) a 16. října 1828 byl ve Vídni povýšen také na hraběte v Rakousku. Vlastnil spojené majoráty Nádasd-Ládany, Lépseny, Pere, Nána a Dudar. Jeho syn František Serafín z Nádasdy (1. dubna 1801 – 1. listopadu 1883) byl v ltech 1857-1860 c.k. ministrem spravedlnosti, poté prezidentem Říšské rady a nakonec od 7. listopadu 1861 do roku 1865 dvorním kancléřem pro Sedmihradsko

## Význační členové rodu
- Tomáš III. z Nádasdy (1498 – 2. června 1562, Egervár), chorvatský ban, főispán, uherský palatin
- František I. Nádasdy z Fogarasföldu, zvaný Černý rytíř (1555 – 1604), generál a išpán. Byl ženatý s nechvalně známou Alžbětou Báthoryovou. Tímto sňatkem připadlo báthoryovské panství Ecsed rodu Nádasdyů.
- František II. Nádasdy z Fogarasföldu (1622 na hradě Čachtice – 30. dubna 1671 ve Vídni), zemský soudce, mecenáš a odpůrce Habsburků
- Ladislav II. z Nádasdy (1662–1729), biskup segedínský
- František III. Leopold z Nádasdy (září 1708, Bad Radkersburg – 22. března 1783, Karlovac), rakouský polní maršál a chorvatský bán
- František Nádasdy (1785 – 1851), arcibiskup kaločský (1845-1851)
- František Serafín z Nádasdy (1801 – 1883), rytíř řádu zlatého rouna, dvorní kancléř pro Sedmihradsko a uherský ministr
- Ludvík Nádasdy (* 28. ledna 1913, Felsőkelecsény)
- János Nádasdy (* 19. července 1939, Szigetszentmiklós), grafik a objektový umělec
- Adam Nádasdy (* 15. února 1947, Budapešť), spisovatel
- Leopold Nádasdy (1802–1873), skutečný tajný rada, főispán
- Lipót Nádasdy (1913–2014), maďarský vědec, historik, učitel a pastor

## Vývod z předků
František I. z Nádasdy
A. Tomáš z Nádasdy (1498 – 1562) ⚭ Uršula Kanižská († 1571)
B. František II. z Nádasdy (1555–1604) ⚭ Alžběta Báthoryová (1560–1614)
C1. Anna (1585 – 1615) ⚭ Mikuláš VI. Zrinský
C2. Uršula (zemřela jako dítě)
C3. Ondřej (zemřel jako dítě)
C4. Kateřina (* ~1594) ⚭ Jiří Drugeth z Homonny
D1. Alžběta ⚭ Ladislav Révay
C5. Pavel z Nádasdy (1598 – 1633) ⚭ Judita Révayová
D1. František III. z Nádasdy (1625, hrad Čachtice – 30. dubna 1671, Vídeň) ⚭ Julie Esterházyová (1644)
E1 František IV. z Nádasdy
F1 František V. z Nádasdy ⚭ Marie z Rottalu
F2. František VI. z Nádasdy
G1 František VII. z Nádasdy (1799 – 1800)
F3. Tomáš z Nádasdy
E2. Kristýna (1646 – 1682) ⚭ hrabě Mikuláš Drašković z Trakošćanu (* ~1625 – 1687)
E3-11 dalších 9 dětí